# 기타오타리역
기타오타리역(일본어: 北小谷駅)은 일본 나가노현 기타아즈미군 오타리촌에 위치한 서일본 여객철도 오이토 선의 철도역이다. 단선 승강장 1면 1선의 구조를 갖춘 지상역이다.

## 이용 현황
| 승차 인원 추이 | 승차 인원 추이 |
| 연도           | 1일 평균       |
| -------------- | -------------- |
| 2007           | 6              |
| 2010           | 2              |
| 2011           | 3              |
| 2012           | 4              |
| 2013           | 3              |

## 역 주변
- 국도 제148호선
- 주부 전력 히메카와 제3 발전소

## 역사
- 1957년 8월 15일 : 국철 오이토 선의 나카쓰치역 - 고타키역 간이 개통해, 개업. 여객 · 화물의 취급을 개시.
- 1973년 12월 15일 : 화물 취급 폐지.
- 1987년 4월 1일 : 일본국유철도 분할 민영화에 의해, 간사이 · 주고쿠 지구 등 혼슈의 서쪽 여객 수송 부문을 서일본 여객철도가 승계.
- 1995년 7월 12일 : 집중 호우에 의해, 역 구내에 토사가 유입되어 매설. 약 2년간 동안 복구 작업이 진행됨.
- 2014년
  - 11월 22일 : 나가노 현 가미시로 단층 지진에 의해 시나노오마치 역 - 이토이가와 역 간을 23일까지 영업 중지.
  - 11월 26일 : 미나미오타리 역 - 히라이와 역 간 복구에 의해 영업 재개.

## 인접 역
| 서일본 여객철도 오이토 선             | 서일본 여객철도 오이토 선 | 서일본 여객철도 오이토 선 |
| ------------------------------------- | ------------------------- | ------------------------- |
| 나카쓰치 미나미오타리 · 마쓰모토 방면 | ■ 오이토 선               | 히라이와 이토이가와 방면  |